# Zoran Janković (Wasserballspieler)

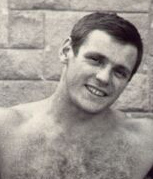
Zoran Janković 1969

Zoran Janković (* 8. Januar 1940 in Zenica, Jugoslawien; † 25. Mai 2002 in Belgrad) war ein jugoslawischer Wasserballspieler. 
Er bestritt mit der jugoslawischen Wasserball-Nationalmannschaft 221 Spiele und erzielte dabei 259 Tore. Bei den Olympischen Spielen 1964 in Tokyo gewann er mit der Mannschaft die Silbermedaille. Er wurde 1964 zum Sportler des Jahres gewählt. 1968 errang er mit der Mannschaft bei den Olympischen Spielen in Mexiko-Stadt die Goldmedaille. 1967 und 1970 gewann er bei den Europameisterschaften jeweils die Bronzemedaille. 1972 nahm er wieder an den Olympischen Spielen teil, in München kam die Mannschaft nicht über den 5. Platz hinaus. Er spielte für den serbischen Klub VK Partizan Belgrad. Er wurde sechsmal jugoslawischer Meister und gewann viermal den jugoslawischen Pokal. 2004 wurde er in die International Swimming Hall of Fame aufgenommen.